# センチメンタル・シティ・ロマンス
センチメンタル・シティ・ロマンス（SENTIMENTAL CITY ROMANCE）は、日本のロックバンド。1973年に結成され、「1度も解散をしていない日本最古のロックバンド」とされている。バックバンド、スタジオ・ミュージシャンとしてのキャリアも豊富。通称「センチ」。

## 来歴
- 1973年3月、中野督夫、細井豊らの名古屋のロック・グループ「思案暮れる(シアンクレール)」に、東京で洪栄龍らと「乱魔堂」として活動していた告井延隆をリーダーとして迎えるかたちでセンチメンタル・シティ・ロマンスはスタートした。結成当時のメンバーは告井延隆（G）、中野督夫（Vo/G）、細井豊（Key）、加藤文敏（B）、田中毅（Ds）の5人。
- 1974年、 九州、山陽、関西など西日本方面のコンサートに参加し、東京では池袋シアターグリーンでの『ホーボーズ・コンサート』へ出演。また6月には地元、名古屋で初めてのリサイタルを開催し、8月に郡山市で行われた『ワン・ステップ・フェスティバル』にも参加。更に、自主コンサートとも言うべき『センチメンタル・パーティー』を定期的に開催する（1977年まで続く）など、 地味ではあるが確実な活動もしてゆく。なお『ホーボーズ』でのライブは1976年にキングレコードから発売されており、これが入手可能な最も古いセンチメンタル・シティ・ロマンスの音源である。
- 1975年5月、大阪で開かれた『第3回春一番コンサート』に出演。名古屋/中京地区でウェスト・コースト系の音楽を目指し活動。9月には日本武道館で開かれた『Aロック・コンサート全国大会』に優勝。8月、細野晴臣がアドバイザー（クレジットはChif Audience）として関わった1stアルバム『センチメンタル・シティ・ロマンス』がCBS・ソニーより発表。この直後、メンバーは名古屋市長よりロサンゼルス市長へのメッセージを携えて渡米。帰国後、ドラムスが野口明彦（元シュガー・ベイブ）に変わっている。この年、全国主要都市コンサート・ツアーを行う。また、名古屋を中心に活動していたシンガーソングライターいとうたかおのシングル「ラブソング/こんなに不安なんだよ」のレコーディングに参加。

- 1976年8月、2ndアルバム『ホリディ』を発表、この年、ベーシストとして久田潔が参加する。その後VAN、グンゼ、講談社などのCMソングも手がけ、オーバーグランド指向を見せ始める。
- 1977年春、CBS・ソニーを離れ、キティ・レコードへ移籍、12月に3rdアルバム『シティ・マジック』を発表。
- 1978年夏、名古屋森林公園での『フリー・コンサート』で、ライヴを収録。
- 1979年春、キティ・レコードよりコロムビア・レコードに移籍、角川映画『金田一耕助の冒険』のサウンドトラックを担当、7月に発表、同時に前年録音したライブ・アルバムも発表する。8月、5枚目のオリジナル・アルバムをバンド結成以来の夢でもある、地元名古屋のスタジオに於いてレコーディング。9月に完成。11月25日、初の名古屋レコーディング・アルバム『歌さえあれば（We Like Music）』を発表。
- 1980年1月〜1982年、この間東京・名古屋・広島・福岡などでライブ活動及び加藤登紀子・岡林信康・竹内まりやなどのライヴ及びレコーディングで活躍。1980年にドラムが本多“taco-bow”正典に変更したが1981年コンサートツアー中の事故により前田直人に代わっている。
- 1982年、コロムビア・レコードよりポリドール・レコードに移籍、4月28日、名古屋市民会館で10周年記念コンサート。5月25日アルバム『スマイリング』を発表。また、結成10周年記念コンサート・ツアーとして、名古屋・大阪・仙台・金沢でコンサートを開く。9月、元ドゥービー・ブラザーズのジェフ・バクスターの参加を得て、アルバムをレコーディング。11月25日、アルバム『ダンシング』、シングル「ターニング・ポイント」を発表。
- 1983年、ドラムスが近藤文雄に交代。アルバム『はっぴいえんど』を発表。7月より名古屋・大阪・東京でコンサート・ツアー｡
- 1984年、2月1日シングル「ゴーイング・バック」を発表｡6月5日アルバム「リラックス」を発表｡
- 1985年、名古屋市芸術奨励賞を受賞。中島みゆきのアルバムのレコーディングに参加。
- 1986年、アルバム『サマー・デイズ（夏の日の思い出）』を発表。NHK・銀河テレビ小説『清水みなとストーリー』主題歌「デイ バイ デイ」を提供｡
- 1987年、EPO、遠藤京子のレコーディングに参加。日米市長会議マルチスライド音楽担当。
- 1988年、楠瀬誠志郎、鈴木雄大のステージサポート、薬師丸ひろ子のステージサポート・全国ツアー及び台湾ツアーに参加。新井正人のレコーディングに参加。
- 1989年、『世界デザイン博覧会』（名古屋市）・テーマ館の音楽担当。
- 1990年、薬師丸ひろ子のステージサポート・全国ツアーに参加。
- 1991年、加藤登紀子『ファシネイション』のレコーディングに参加。
- 1992年、わかしゃち国体（愛知）キャンペーンソング。 名古屋市芸術創造センターにて細井ソロコンサート『Music Wander Land』を行う。
- 1993年、センチメンタル･シティ･ロマンス20周年メモリアル・ライヴ、CD、レーザーディスク、ビデオをビデオアーツより発表。20周年メモリアルライブの後、近藤（Ds）が脱退。その後、Drは元メンバーの野口明彦が必要に応じてサポートメンバーとして参加するようになる。
- 1994年、加藤登紀子のエジプト・カイロツアーに参加の後、パリにて加藤登紀子のアルバム『花』のレコーディングに参加。
- 1995年、加藤登紀子のビデオ『花咲く頃に』に参加。パリにて加藤登紀子コンサートに参加。山崎ハコのレコーディングに参加。
- 1998年、 25周年記念LIVE を名古屋（5月）、東京（7月）で行う。
- 1999年、久田（B）が脱退し、告井、中野、細井の3人で名古屋、大阪、神戸で小ツアー。
- 2003年、中野督夫2ndソロアルバム『夕方フレンド』を発表。
- 2004年1月、30周年記念アルバム『30 years young』を発表。
- 2006年、元かぐや姫のメンバーである伊勢正三と『伊勢正三withセンチメンタル・シティ・ロマンスLIVE2006』を実施。
- 2009年、結成35周年記念ライブ、ツアーに瀬川信二（B）が参加。2010年より正式メンバーとなる。
- 2011年、25年ぶりとなるアルバム『やっとかめ』をワーナーミュージック・ジャパンからリリース。18年ぶりのメジャー復帰となる。
- 2013年、キティ・レコード、ポリドール・レコード時代に発売された8枚のアルバムがユニバーサルミュージックジャパンより再発。10月13日、愛知県森林公園野外演舞場にて40周年記念コンサートを開催。
- 2014年、3月、初の海外ツアーを敢行。LAのWhisky a Go Go、Texas州オースチンでのフェス、South By South Westに出演（告井、野口は不参加。種田博之(G)と今瀬真朗太(D)が同行）。4月、告井延隆が脱退。種田博之(G)加入。
- 2018年、デビュー45周年ツアーを行う予定であったが、3月に名古屋でライブを行った後の6月にリードボーカル・ギターの中野督夫がくも膜下出血で倒れ、療養生活に入ったため、細井豊、野口明彦、瀬川信二、種田博之の4人で活動継続。
- 2019年9月、竹内まりやがアルバム『Turntable』を発売。「Tequila Sunrise」「Southbound Train」でアレンジと演奏を担当[3]。同じく10月に発売されたシングル「旅のつづき」に収録された「オール'55」でも演奏とアレンジを担当[4]。いずれも中野が倒れる前に録音されたものである。
- 2021年7月27日、中野督夫 逝去。
- 2023年、結成50周年を迎える。3月25日、東海テレビにてドキュメンタリー番組『半世紀ロック』が放送[5]。6月28日、レコード会社を越えたオール・タイム・ベスト盤をリリース[6]。8月23日、1stアルバム『センチメンタル・シティ・ロマンス』と2ndアルバム『ホリデイ』がアナログ盤と2枚組スペシャル・エディションCDで再発[7]。日本コロムビアより、20周年記念ライブCDの再発とサウンドトラック『金田一耕助の冒険』、4thアルバム『歌さえあれば』がダウンロード＆サブスクリプションで配信[8]。6月18日から10月5日にかけて、告井延隆をスペシャルゲストに迎えて50周年記念ツアーを実施。
- 2024年5月12日、瀬川信二がバンドを卒業[9]。

## ディスコグラフィ

### シングル
| 発売日                         | 面             | タイトル                                 | 規格        | 規格品番    |
| CBS・ソニー                    | CBS・ソニー    | CBS・ソニー                              | CBS・ソニー | CBS・ソニー |
| ------------------------------ | -------------- | ---------------------------------------- | ----------- | ----------- |
| 1975年7月                      | A              | うちわもめ                               | EP          | SOPB325     |
| 1975年7月                      | B              | 籠時                                     | EP          | SOPB325     |
|                                | A              | 暖時                                     | EP          | SOPB341     |
| B                              | あの娘の窓灯り |                                          | EP          | SOPB341     |
| キティ                         |                |                                          |             |             |
|                                | A              | 夏の日の想い出(ダンシング・ミュージック) | EP          | DKQ1024     |
|                                | B              | 雨はいつか                               | EP          | DKQ1024     |
| 日本コロムビア                 |                |                                          |             |             |
| 1979年6月                      | A              | 金田一耕助の冒険・青春編                 | EP          | YK-516-AX   |
| 1979年6月                      | B              | 金田一耕助の冒険・サーカス編             | EP          | YK-516-AX   |
| ポリドール・レコード           |                |                                          |             |             |
| 1982年5月                      | A              | スマイリング・フェイス                   | EP          | 7DX2017     |
| 1982年5月                      | B              | ワン・モア・グッド・タイム               | EP          | 7DX2017     |
| 1982年11月                     | A              | ターニング・ポイント                     | EP          | 7DX2026     |
| 1982年11月                     | B              | ミス・ビスケット                         | EP          | 7DX2026     |
| 1984年2月                      | A              | ゴーイング・バック                       | EP          | 7DX1277     |
| 1984年2月                      | B              | ホールド・アップ                         | EP          | 7DX1277     |
| 1986年3月                      | A              | デイ・バイ・デイ                         | EP          | 7DX1417     |
| 1986年3月                      | B              | ルーシー                                 | EP          | 7DX1417     |
| 1986年7月                      | A              | 恋のマジック                             | EP          | 7DX1434     |
| 1986年7月                      | B              | 星空のロンリーナイト                     | EP          | 7DX1434     |
| ラント                         |                |                                          |             |             |
| 2000年9月1日                   | 1              | ROCK 'N' ROLL STAR                       | CD          | RUCI1004    |
| 2000年9月1日                   | 2              | ROCK 'N' ROLL STAR（シリアスver.）       | CD          | RUCI1004    |
| 2000年9月1日                   | 3              | ROCK 'N' ROLL STAR（Inst.）              | CD          | RUCI1004    |
| ワーナーミュージック・ジャパン |                |                                          |             |             |
| 2010年12月15日                 |                | センチメンタル・シティ                   | 配信        | -           |

### オリジナル・アルバム
※ライブ、サントラ、公認ベストを含む
- センチメンタル・シティ・ロマンス （1975年8月、CBS・ソニー SOPN153）
- ホリディ （1976年8月、CBS・ソニー 25AH59）
- シティ・マジック （1977年12月、キティ MKF1028）
- センチメンタル・ライヴ （1979年8月、キティ MKF1051）※ライブ
- 金田一耕助の冒険 （1979年7月、コロムビア YX5014AX）※サントラ
- 歌さえあれば （1979年11月、ベターデイズ YX5022AX）
- SMILING （1982年5月25日、ポリドール 28MX2039）
- DANCING（1982年11月、ポリドール 28MX2047）
- はっぴいえんど （1983年6月、ポリドール 28MX2068）※カヴァー
- リラックス （1984年6月、ポリドール 28MX1174）
- なごやかに なごやかに （1984年12月、ポリドール 25MX1197）※公認ベスト
- 夏の日の想い出 （1986年7月、ポリドール 28MX1247）
- S.C.R. 20TH MEMORIAL LIVE （1993年、ビデオアーツ）※ライブ
- 30 years young （2004年1月、BET-TALIS）※セルフカバー
- やっとかめ （2011年8月10日、ワーナーミュージック・ジャパン）

### 編集盤
- GOLDEN☆BEST （2005年8月、GT music）
- GOLDEN☆BEST （2006年7月、ユニバーサルミュージック）

### 映像作品
- S.C.R. 20TH MEMORIAL LIVE （1993年11月、ビデオアーツ）
- センチメンタル・シティ・ロマンス ライブ 30years young （2004年10月、ユニバーサルミュージック）

### カセットテープ
- はっぴいえんど （1983年6月、ポリドール 28CX2065）※ 空いろのくれよん 収録

### ライブCD-R
- SENTIMENTAL PARTY in Mt.RAINIER HALL 2011 Vol.1 01-27-11 （2011年1月27日、ホイホイレコード）
- SENTIMENTAL PARTY in Mt.RAINIER HALL 2011 Vol.1 02-24-11 （2011年2月24日、ホイホイレコード）
- SENTIMENTAL PARTY in Mt.RAINIER HALL 2011 Vol.1 03-24-11 （2011年3月24日、ホイホイレコード）

### タイアップ
| 曲                           | タイアップ                                          |
| ---------------------------- | --------------------------------------------------- |
| 金田一耕助の冒険・青春編     | 映画「金田一耕助の冒険」サウンドトラック            |
| 金田一耕助の冒険・サーカス編 | 映画「金田一耕助の冒険」サウンドトラック            |
| デイ・バイ・デイ             | NHK・銀河テレビ小説『清水みなとストーリー』テーマ曲 |